# Thagria capitata
Thagria capitata är en insektsart som beskrevs av William Lucas Distant 1918. Thagria capitata ingår i släktet Thagria och familjen dvärgstritar. Inga underarter finns listade i Catalogue of Life.